# Norsk Skogmuseum

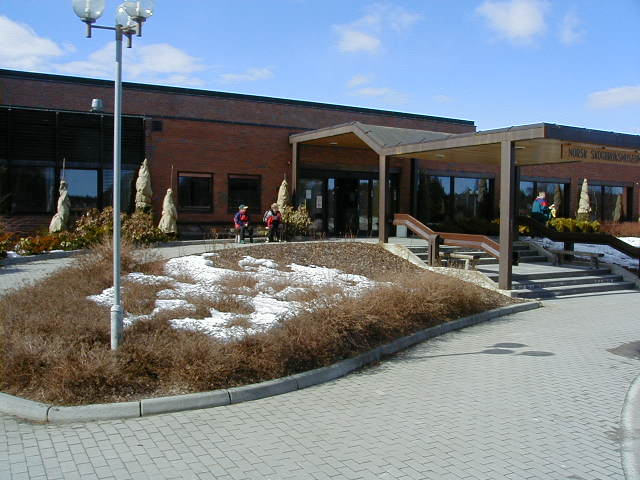
Norsk Skogmuseum

Norsk Skogmuseum (tidigare Norsk Skogbruksmuseum) i Elverum, Norge, är ett nationellt museum för  skogsbruk, jakt och inlandsfiske. På museet arrangeras årligen De nordiske jakt- og fiskedagene med upp till 30 000 åskådare och deltagare. Det totala besökarantalet på årsbasis är ca 120 000 och museet är ett av de största i Norge.
Klevfos Industrimuseum vid Ådalsbruk i Løtens kommun och Sørlistøa Fløtermuseum vid Osensjøen (Ossjøen) i Åmots kommun ingår i Norsk Skogmuseum.

## Konservator / direktör
- 1955-1958 Arne Skjølsvold, konservator
- 1960-1961 Anne Stine Ingstad, konservator
- 1961-1971 Tore Fossum, konservator
- 1971-1982 Tore Fossum, museiansvarig
- 1982-1994 Tore Fossum, direktör
- 1994-2006 Yngve Astrup, direktör
- 2006-2008 Christen A. Mordal, direktör
- 2008-     Stig Hoseth, direktör